# Ščugor
Ščugor nebo také Ščugyr (rusky Щугор nebo Щугырь) je řeka v Republice Komi v Rusku. Je 300 km dlouhá. Povodí má rozlohu 9660 km².

## Průběh toku
Pramení na západních svazích Severního Uralu. Ústí zprava do Pečory.

## Vodní režim
Zdrojem vody jsou sněhové a dešťové srážky. Nejvyšších vodních stavů dosahuje od května do července. Na podzim dochází k povodním. Průměrný roční průtok vody ve vzdálenosti 30 km od ústí činí 252 m³/s. Zamrzá na konci října až v listopadu a rozmrzá v květnu až na začátku června.

## Využití
Slouží jako trdliště lososů obecných.